# En af os er morderen
En af os er morderen (også udgivet under titlerne Ti små negerdrenge og Der var ti, der var ni...) er titlen på en krimiroman af Agatha Christie, som blev udgivet i England af Collins Crime Club den 6. november 1939 med originaltitlen Ten Little Niggers. I USA udkom den som Ten Little Indians, men som følge af udviklingen i politisk korrekthed er den omdøbt flere gange, bl.a. findes den med titlen And Then There Were None. Den kombinerer genrerne kriminalroman og spændingsroman.
I romanen bliver ti personer, som alle har været impliceret i en drabsag, men undgået straf, lokket til den øde ø, Nigger Island. Øens navn refererer til, at øen har en vis lighed med ”et kæmpestort negerhoved”. Børnerim er en del af plotstrukturen i mange Christieromaner, men netop i denne er den afgørende for handlingens forløb. Ved begyndelsen af opholdet anklages hver af dem for drab af en stemme, der senere viser sig at være optaget på en rejsegrammofon. Selv om de tilsyneladende er de eneste mennesker på øen, bliver de myrdet efter tur i overensstemmelse med børnerimet/børnesangen Ten Little Niggers.
Plottet følger tre hovedlinjer:
- 1) Muligheden, at en af de ti er en gal seriemorder
- 2) Muligheden, at anklagerne, eller nogle af dem, er falske
- 3) De spændinger, der opstår mellem de overlevende, hver gang en ny bliver myrdet.

I løbet af handlingen sættes læseren på flere store prøver inden opklaringen, som finder sted pr. flaskepost, da der jo ikke er en detektiv til stede.
Romanen er blevet solgt i over 100 millioner eksemplarer, hvilket både gør den til Christies bedst sælgende roman og til den bedst sælgende krimi på verdensplan nogensinde. Anmeldere karakteriserer normalt denne roman som en af Christies bedste.

## Baggrund
Efter at Christie havde indgået ægteskab med Max Mallowan, købte parret et hus nær Torquay i Devonshire, og selv om de senere bosatte sig i London, beholdt de dette hus, hvor Christie elskede at gå ture langs kysten. Handlingen i flere af hendes senere romaner er henlagt til dette område, som hun også fandt velegnet som opsætning af en roman, der skulle foregå på en øde ø.
Selv har forfatteren kommenteret baggrunden for plottet således:
"(I) had written the book Ten Little Niggers because it was so difficult to do that the idea had fascinated me. Ten people had to die without it becoming ridiculous or the murderer being obvious. I wrote the book after a tremendous amount of planning, and I was pleased with what I had made of it. It was clear, straightforward, baffling, and yet had a perfectly reasonable explanation; in fact, it had to have an epilogue in order to explain it. It was well received and reviewed, but the person who was really pleased with it was myself, for I knew better than any critic how difficult it had been... I don't say it is the play or book of mine that I like best, or even that I think it is my best, but I do think in some ways that it is a better piece of craftsmanship than anything else I have written."

## Plot
Otte mennesker, der enten har modtaget et brev med en invitation fra U. N. Owen (=Unknown) eller er blevet engageret gennem en mellemmand, ankommer til Devonshire kysten i England, hvorfra de sejles over til en øde ø, der går under navnet "Nigger Island" (se tabellen til højre). De møder her ægteparret Rogers, to tjenestefolk, som er engageret til at opvarte dem. De fleste har store forventninger til opholdet, enten fordi de forventer at kunne tjene penge på det, eller fordi de forestiller sig en luksusferie. Kort efter ankomsten bemærker flere af deltagerne, at der står ti små porcelænsfigurer midt på bordet i spisestuen. En kan fortælle, at børnerimet hænger på væggen i hendes værelse, og det viser sig, at det også hænger i alle de andre værelser. Ingen af dem har set U.N.Owen, og de begynder at anse hele arrangementet for at være en form for spøg, indtil de bliver bragt til tavshed, fordi de hver især sættes under anklage for at have begået drab af en stemme, der runger ud i stuen, hvor de er forsamlet.
Stemmen, der højt og klart trænger gennem lokalet siger:
”De er sigtet for følgende forbrydelser:
- ’’Edward George Armstrong for den 14. marts 1925 at have forvoldt Louisa Mary Clees’ død.
- Emily Caroline Brent for den 5. november 1931 at have været skyld i Beatrice Taylors død.
- William Henry Blore for den 10. oktober 1928 at have ombragt James Stephen Landor.
- Vera Elisabeth Claythorne for den 11. august at have dræbt Cyril Ogilvie Hamilton
- Philip Lombard for en dag i februar 1932 at have foranstaltet drab på 21 mennesker tilhørende en stamme i Østafrika.
- John Gordon Macarthur for den 4. januar 1917 med fuldt overlæg at have sendt sin kones elsker, Arthur Richmond i døden.
- Anthony James Marston for den 14. november i fjor at have myrdet John og Lucy Combes.
- Thomas Rogers og Ethel Rogers for den 6. maj 1929 at have ombragt Jennifer Brady.
- Lawrence John Wargrave for den 10. juni 1930 at have myrdet Edward Seton.

Har de tiltalte noget at fremføre til deres forsvar?" 
Christie har her valgt en kortfattet, men effektiv måde at introducere personerne på. De ti forsamlede, som - bortset fra ægteparret Rogers - ikke har noget forhåndskendskab til hinanden, forsøger nu at opklare, hvem den mystiske Owen er. Rygter i dagspressen har omtalt ejeren af øen som en excentrisk rigmand, men ingen af de tilstedeværende har noget specifikt kendskab til ham. Flere af dem afviser i første omgang anklagen for drab, men Lombard indrømmer, at han på et tidspunkt, hvor han var faret vild i urskoven, havde taget sine bæreres proviant og var stukket af, hvorved de indfødte blev overladt til sultedøden. Imidlertid tillader Christie gennem en alvidende fortæller læseren en vis indsigt i de impliceredes tanker, og efterhånden bliver det klart, at ”Unknown” har et ganske godt kendskab til deres fortid. Som begivenhederne skrider frem erkender de ”tiltalte” mere eller mindre deres ansvar for et eller flere dødsfald, i alt fald i deres tankestrømme.
Anthony Marston, er en ung, charmerende, men samvittighedsløs fartgal person, der har begået et trafikdrab på to små børn. Han angrer ikke denne hændelse, men er stærkt irritabel over, at den kostede ham kørekortet i et år. Marston forsøger at lette den trykkede stemning ved at skænke drinks, hvoraf han selv tager flere, indtil han indtager en, der er forgiftet. Denne drink udløser det chok, der nævnes i sangens første linje. Kort efter kan en af de andre deltagere konstatere, at der nu blot står ni figurer på spisebordet.
Værten har sørget for, at øen er afskåret fra kontakt med omverdenen de følgende dage. Allerede om morgenen den følgende dag bliver, Mrs Rogers, der er ansat som kok, dræbt af en overdosis sovemedicin (hun sover over). Ethel Rogers er i romanen beskrevet som en nervøs, bleg og dødningeagtig kvinde, der går i panik på grund af dødsangst. Hun har været domineret af ægtemanden, som formentlig står bag det dødsfald, de er anklaget for at være skyld i. General Macarthur erkender overfor Vera sin skyld i Richmonds død. Da han havde opdaget, at Richmond var hans kones elsker, sendte han ham på en mission bag fjendens linjer, som ingen ville kunne slippe levende fra. Senere samme formiddag bliver generalen fundet død af et slag i baghovedet, som er tilføjet ham, mens han sidder og kigger ud over havet. Alle drab er således hidtil foregået i overensstemmelse med rimet. Efter fundet af ligene opdager de overlevende, at der mangler endnu to figurer på kaminhylden. Da tre af de tilbageværende gennemsøger øen, konstaterer de, at der ikke er nogen mulighed for, at der er udenforstående på øen. En af dem udbryder: "En af os er morderen".
Dommer Wargrave, som er tiltalt for at have manipuleret en jury til at dømme en uskyldig, er beskrevet som en paddelignende person med et grumt drag om munden. Han fastholder, at Seton var skyldig i anklagen og afviser dermed mr. Owens påstand. Dommeren går herefter i gang med en længere afhøring af
alle tilbageværende, for at undersøge deres alibier på drabstidspunkterne. Der er ingen, som har et sikkert alibi, og efter generalens død bliver de overlevende enige om at undersøge øen fra ende til anden i små grupper, således at ingen er alene på noget tidspunkt. Det viser sig, som de fleste også havde ventet, at der ikke er andre end de syv på øen. Den næste morgen bliver Thomas Rogers, butleren, som mistede sin kone dagen før, fundet dræbt af et øksehug i brændeskuret ("one chopped himself in halves"). Han havde tidligere sammen med sin kone passet en syg kvinde, der i taknemmelighed testamenterede dem en pæn sum. Herefter døde hun, uden at det juridisk kunne bebrejdes ægteparret, men moralsk var de ifølge den offentlige mening skyldige i forsømmelighed. Da Rogers lig bliver fundet, får Vera et hysterisk anfald og råber "hvem holder bier", idet hun erkender, at næste dødsfald må være som følge af bistik.”.
Emily Caroline Brent er en stivsindet ældre pebermø, der bekender sig til skrappe moralske principper og karakteriseres som en religiøs fanatiker. Hun har modtaget tilbuddet om at holde ferie på øen, fordi hun har "finansielle begrænsninger", som hun selv udtrykker det. Nogle år tidligere havde hun bortvist sin husassistent, Beatrice Taylor, fordi denne var blevet gravid uden for ægteskab. Beatrice, der allerede var blevet sendt bort af sine forældre af samme grund, druknede sig derefter i en flod. Denne handling anser Miss Brent for at være en endnu værre synd, og hun viser ingen tegn på skyldfølelse. Hun nægter i øvrigt at kommentere sagen, fordi der er mænd til stede, men senere betror hun sig i enrum til Vera Claythorne. Efter morgenmaden putter en eller anden kloralhydrat i hendes kaffe, og mens hun sidder alene i køkkenet i halvt bevidstløs tilstand, bliver hun injiceret med en dosis cyankaliumopløsning af en af Dr. Armstrongs sprøjter ("bistikket"). Igen viser det sig, at U.N. Owen straffer de moralsk skyldige, i de tilfælde, hvor loven ikke er i stand til det.
Herefter vogter alle over enhver af de andre, og ingen stoler på nogen. Vil det virkelig ende med, at de alle bliver dræbt? Det er derfor vanskeligere for morderen at gennemføre sin plan i overensstemmelse med rimet, men ved at manipulere med en af de andre, får han skabt sig en mulighed for at tilegne sig en revolver, som han gennem sin stråmand har fået Lombard til at medbringe. Endvidere opdager man, at der mangler et rødt badeforhæng og en rulle uldgarn. Morderen må have tilegnet sig disse genstande, men hvad skal de bruges til?
Nu er alle på vagt over for den mindste unaturlige handling fra andres side, men de begynder også i mere eller mindre hemmelige alliancer at forsvare sig mod den, de mistænker. Mens de således vogter på hinanden bliver dommer Lawrence John Wargrave fundet med et skudsår i panden, indsvøbt i det røde badeforhæng som symbol på hans dommerkappe og med uldgarnet på hovedet, der skal gøre det ud for en paryk. Anklagen for at have dømt en uskyldig til døden har hidtil virket opdigtet, og hele scenariet kunne antyde, at han var "unknown". Hans død betyder, at jagten på den skyldige intensiveres på ny.
Snart efter sker endnu et drab. Dr. Edward George Armstrong, Harley Street læge, bevæger sig, mens han tilsyneladende er alene, ud til klippekanten og bliver skubbet ud over kanten. Han styrter i havet og bliver "slugt af en røget sild”  For de tilbageværende er han forsvundet, og de prøver nu at finde ham i troen på, at han er skurken. Hans forbrydelse var, at han nogle år tidligere havde været beruset under en operation, hvorefter patienten døde. I en række tankestrømme i løbet af handlingen har han indrømmet dette, selv om han udadtil lader som om, at han ikke forstår anklagen.
Vera Claythorne og Philip Lombard har først skabt en alliance, som de håber, vil kunne redde deres liv, og som handlingen skrider frem udvikler det sig til en gensidig sympati. Vera bliver dog i stigende grad psykisk traumatiseret, ikke blot fordi hendes liv er i fare, men også fordi hun erkender, at hun bevidst har lokket drengen, hun skulle passe, i druknedøden. Årsagen var, at hun var dybt forelsket i drengens onkel, som ville opnå en stor arv, hvis nevøen døde. Da der blot er tre tilbage, og hun og Lombard er sikre på Blores skyld, vælger de at opholde sig sammen, men deres foretrukne skurk bliver dræbt af et stort ur af marmor, der har form som en bjørn.
William Henry Blore, en pensioneret politiinspektør, der nu arbejder som privatdetektiv, er anklaget for forfalskning af sit vidneudsagn i retten. Han havde modtaget bestikkelse fra en kriminel bande, hvilket resulterede i, at en uskyldig mand, James Landor, blev dømt til livsvarigt fængsel. Landor, der havde en kone og datter, døde i fængslet. Blore ankommer til øen under alias "Davis" og hævder at være kommet fra Sydafrika, men konfronteret med sit rigtige navn, som blev afsløret på grammofonoptagelsen, forklarer han, at var blevet hyret som sikkerhedsekspert af Isaac Morris Han benægter anklagen for mened i retten, men senere indrømmer han sandheden på tomandshånd med Lombard.
I mellemtiden er revolveren pludselig dukket op i Lombards værelse. Han hævder, at den er blevet anbragt der, men da de finder liget af Dr. Armstrong, bliver Vera overbevist om, at de kun er de to tilbage på øen. Hun er nu sikker på, at Lombard har dræbt de andre. Hun bemærker også, at han har spidse tænder og smiler "som en ulv". Hun overhører derfor hans anklage om, at hun er den skyldige. De bliver alligevel enige om, at bjærge lægens lig, men under denne aktion lykkes det hende at få fat i hans revolver og skyde ham. Nu er hun alene på øen.
Da Vera passerer spisebordet, står der der stadig tre porcelænsfigurer. Vera tager triumferende den ene i hånden og udbryder: ”Du kan komme med mig,”..Vi har vundet min ven”…. Hun føler sig dog stadig underligt tilpas og taber revolveren på gulvet. Da hun dødtræt kommer ind på sit værelse for at hvile sig, ser hun noget uventet. Et reb, der hænger ned fra loftet og en stol, som man kunne stille sig op på og sparke bort under sig. Fuldstændig som i sidste linje af rimet. Hun tænker på sin bemærkning til Cyril: ”Du må gerne svømme ud til klippen”. Hun erkender, at det var et overlagt drab, hun havde begået.
”Hun kravlede op på stolen. Hun stirrede stift frem for sig som en søvngængerske… Hun lagde løkken til rette om sin hals...”

## Opklaringen
Da politiet nogle dage senere kommer til øen, tilkaldt af føreren af postbåden, som efter ordre fra Mr. Owen har indstillet sejladsen nogle dage, finder de ti lig. På baggrund af grammofonpladen, nogle af de omkomnes dagbogsnotater og obduktionen af ligene, lykkes det at rekonstruere rækkefølgen dødsfaldene ret præcist. Alt peger på, at Vera Claythorne er den sidste, der er omkommet. Der er imidlertid en detalje, som ikke passer med denne forklaring. For at hænge sig, måtte hun kravle op på en stol. Imidlertid var alle stole i værelset stillet sirligt på række ved væggen. En eller anden havde været i live, da hun døde, og der var også tegn på, at der var blevet ryddet op i nogle af værelserne. Det havde på grund af det dårlige vejr og postbådens udeblivelse været umuligt at komme uset fra øen. Så hvem dræbte de ti små ”negre”?
I en epilog diskuterer efterforskeren mysteriet med en kommissær fra Scotland Yard. Men situationen, de har rekonstrueret, er tilsyneladende i modstrid med enhver teori, de kan udtænke - Veras fingeraftryk er på Lombards pistol, og uret, der dræbte Blore stammer fra Veras værelse. Det, der frikender Vera som "U.N. Owen" er, at stolen, hun måtte have sparket væk, er fundet pænt stillet op mod væggen. Lombards revolver blev ikke fundet på eller i nærheden af hans person, og Armstrongs krop er blevet slæbt bort fra tidevandet. Det forekommer utænkeligt, at Blore kunne eller ville have kastet uret ned over sig selv, og de barske vejrforhold kombineret med afstanden til fastlandet ville have forhindret andre fra at ankomme til eller forlade øen.

### Tilståelsen
Mysteriet opklares kun, fordi et skib med sit trawl opfanger en flaskepost, der indeholder morderens skriftlige tilståelse. Brevet, som flaskeposten indeholder, sendes til Scotland Yard. Dommer Wargrave, der siden barndommen har forårsaget lidelser, især ved eksperimenter med dyr, bliver i løbet af voksenalderen fast besluttet på at sådanne lidelser kun skal udmåles til personer, der er skyldige i alvorlige forbrydelser. Efter at have fået konstateret en uhelbredelig sygdom, hvor lægerne kun kan love ham en forholdsvis kort levetid yderligere, beslutter han at begå mord ved selv at finde ti personer, der havde forårsaget andres død, men var undsluppet ”jordisk retfærdighed”. Han lokker ni personer, om hvis skyld han var overbevist, til den ø, han havde købt ved hjælp af stråmanden Isaac Morris, og fingerede selv at være den tiende mistænkte. Morris, der var narkotikahandler og hypokonder, havde han inden ankomsten til øen givet en cocktail af sovemedicin og gift for at slette alle spor.
Dommeren dræber først dem, han betragtede som mindre skyldige, mens han gemmer den "langvarige psykiske belastning og frygt" til de mere koldblodede blandt gerningsmændene. Han forklarer herefter, hvordan han allierede sig med dr. Armstrong, som havde tillid til en kendt dommer, efter at han har dræbt de første ofre. De arrangerer sammen et fingeret drab, hvor dommeren bliver udklædt som lig. Hermed er dommeren fri til at kunne opspore den "virkelige morder". Efter at hans "død" er blevet "bekræftet" af Armstrong, mødes de to sammensvorne ved klipperne med udsigt over havet. Her skubber Wargrave lægen ud over klippen. Lægen drukner på et sted, hvor kroppen med stor sandsynlighed vil drive i land med tidevandet. Efter at have kastet uret i hovedet på Blore, formoder han korrekt, at Vera og Lombard vil bekæmpe hinanden, og at hun vil være en værdig modstander og formå at overmande sidstnævnte. Da planen er lykkedes, placerer han løkken og stolen i hendes værelse som et "psykologisk eksperiment", hvilket - kombineret med hendes "hypnotiske" posttraumatiske tilstand efter nedskydningen af Lombard - han (igen korrekt) forventer vil provokere hende til at hænge sig selv.
Efter hendes død beskriver dommeren, hvordan han stillede stolen tilbage mod væggen for at øge mysteriet. Han tilføjer, at han vil sætte sig i stolen, hvor han tidligere blev "myrdet", fastgøre en elastik til Lombards pistol og samtidig ved hjælp af et lommetørklæde aftørre sine fingeraftryk. Hvis denne plan virker efter hensigten, vil pistolen give en rekyl efter affyringen af det fatale skud i hovedet og falde til jorden, uden at nogen opdager elastikken. Den perfekte mordgåde er ført ud i livet, idet det er umuligt at finde beviser mod en bestemt person som den skyldige. Han slutter sin tilståelse med at erkende, at det er ”et ynkeligt menneskeligt behov" for anerkendelse, som driver ham til at smide sin tilståelse i havet i en flaskepost, før han skyder sig selv.

### Hints
Christie anvender en fortælleteknisk metode, hvor hvert kapitel indeholder en række informationer, der har relevans for opklaringen af sagen. Disse informationer er ofte skjult i dagligdags dialog, og evnen til at sløre vigtige spor nævnes som et væsentligt element i Christies ”talent til at overraske”  I En af os er morderen er der ikke egentlige indicier og den manglende detektiv betyder, at opklaringsprocessen fortrinsvis foregår gennem de involveredes iagttagelser. Christie udlægger imidlertid forskellige hints, som kan bringe den opmærksomme læser på sporet.
Da Ethel Rogers hører stemmen med anklagerne, besvimer hun. Efter at være tilset af Dr. Armstrong, kommer hun til sig selv og forklarer sin reaktion: ”Det var stemmen –den frygtelige stemme- som en domsafsigelse". Straks efter afleder dommeren opmærksomheden fra denne udtalelse. Hele scenariet peger på en retskyndig som bagmand, og bortset fra Blore er dommeren den eneste med grundigt kendskab til retspraksis. Efter drabet på Thomas Rogers får læseren indblik i hver enkelt af de tilbageværende personers tanker, uden at få at vide, hvem hver enkelt tankerække er knyttet til. Det er her muligt at gætte gerningsmanden.
I brevet, der afsendes med flaskeposten fremhæver dommeren selv tre forhold, der peger på ham som den skyldige:
- Politiet er fuldt ud klar over, at Seton var skyldig. Paradoksalt nok må Wargrave som "uskyldig" i stemmens anklage være den, der står bag straffeaktionerne.
- Det falske spor ("The red herring") i sangen blev fulgt af Dr. Armstrong, og det fremgår af et forudgående kapitel, at dommeren var den eneste, som lægen stolede på.
- Skuddet i Wargraves pande indeholder en symbolik -som en parallel til det mærke, Gud satte i panden på Kain, verdenshistoriens første morder.[13]

## Anmeldelser
En af os er morderen er blevet solgt i over 100 millioner eksemplarer, hvilket både gør den til Christies bedst sælgende roman og til den bedst sælgende krimi på verdensplan nogensinde. Anmeldere karakteriserer normalt denne roman som en af Christies bedste. I samtiden blev den mest omtalt for sit geniale plot, som The Statesman karakteriserede således:
"Mrs. Christie står igen øverst på listen, men det er meningsløst sammenligne hende med andre krimiforfattere. Hun er hors concours, i sin egen klasse. Ingen anden i verden ville i alvor have kunnet forsøge at skabe et plot som Ten Little Niggers' uden at det faldt ud som en håbløs fejltagelse. For at vise sin overlegenhed i disciplinen deduktion tillader hun os at vide, hvad hver enkelt tilstedeværende tænker og alligevel kan vi ikke gætte (pointen)."
Daily Herold karakteriserede den som "det mest overraskende, skamløse, geniale og i det hele taget succesfulde mysterium de seneste 14-15 år -siden The Murder of Roger Ackroyd."
I samtiden virkede titlen tilsyneladende ikke anstødelig, men senere har nogle anmeldere også fokuseret på den "politisk ukorrekte titel" som et eksempel på, at Christie bevidst eller ubevidst var præget af imperialistisk og småracistisk tankegang. En ekspert i Christies romaner fremhæver dog, at hun, især efter skilsmissen far Arthur Christie i 1926, først og fremmest var "den observerende" skribent, der sjældent giver personlige holdninger til kende, således at de holdningsprægede undertoner i romanerne må tolkes som karakteristika ved personer eller omstændigheder.
Længe efter, at titlen i USA var omskrevet til "And Then There Were None", kom der stadig udgaver med et cover, der på nogle kommentatorer virkede racistisk, mens andre fremhævede, at baggrunden for det "racistiske" element blot var, at titlen skulle afspejle udviklingen i børnerimet.
En dansk anmeldelse:
"En af (Agatha Christies) krimier fortjener at blive fremhævet på grund af sin litterære betydning, romanen Ten Little Niggers (1939, da. En af os er morderen, 1956), en nærmest allegorisk dødedans, hvor ti mennesker, én for én, på mystisk vis bliver myrdet på en øde ø. Dette handlingsmønster er siden blevet genbrugt af andre forfattere, bl.a. har Umberto Eco i sin roman Rosens navn fra 1980 benyttet ikke så få træk fra Agatha Christies roman."

## Omskrivning for teateret
Christie skrev handlingen om til et teaterstykke, som havde premiere i London i november 1943. Slutningen var ændret til en happy ending, hvor Claythorne og Lombard, nu uskyldige i anklagerne, afslører morderen og senere bliver gift. Christie forsvarede denne ændring med, at der findes en version af rimet, hvor den sidste lille negerdreng "bliver gift, og så er der ingen tilbage".

## Filmatiseringer
Agatha Christies roman er blevet filmatiseret som følgende spillefilm, tv-film og tv-serie:
- 1945: And Then There Were None (på dansk: "Og så var der ingen [tilbage]") – film instrueret af René Clair (USA)[24]
- 1949: Ten Little Niggers (på dansk: "Ti små niggere") – tv-film instrueret af Kevin Sheldon (UK)[25]
- 1954: Zehn kleine Negerlein (på dansk: "Ti små negerbørn") – tv-film instrueret af Rolf von Sydow (Vesttyskland)[26]
- 1959: Ten Little Niggers (på dansk: "Ti små niggere") – tv-film instrueret af Robert Tronson (UK)[27]
- 1959: Ten Little Indians (på dansk: "Ti små indianere") – tv-film instrueret af Paul Bogart m.fl. (USA)[28]
- 1965: Gumnaam / The Unknown (på dansk: "Ukendt" el. "Anonym" / "Den ukendte") – film instrueret af Raja Nawathe (Indien)[29]
- 1965: Ten Little Indians (på dansk: "Ti små indianere") – film instrueret af George Pollock (UK)[30]
- 1969: Zehn kleine Negerlein (på dansk: "Ti små negerbørn") – tv-film instrueret af Hans Quest (Vesttyskland)[31]
- 1970: Dix petits nègres (på dansk: "Ti små negre") – tv-film instrueret af Pierre Sabbagh (Frankrig)[32]
- 1974: Ten Little Indians (i USA) / And Then There Were None (i UK) (i Danmark: "En af os er morderen") – film instrueret af Peter Collinson (Frankrig/Spanien/Tyskland/Italien)[33]
- 1981: Ten Little Indians (på dansk: "Ti små indianere") – film instrueret af Antonio B. Pascua (Filippinerne)[34]
- 1987: Desjat negritjat (på russisk: Десять негритят; på dansk: "Ti små niggere") – film instrueret af Stanislav Govorukhin (USSR)[35]
- 1989: Ten Little Indians (på dansk: "Ti små indianere") – film instrueret af Alan Birkinshaw (UK)[36]
- 2015: (Agatha Christie's) And Then There Were None (på dansk: "(Agatha Christies) Og så var der ingen [tilbage]") – tv-serie instrueret af Craig Viveiros m.fl. (UK)[37]

Filmversionerne er i de fleste tilfælde baseret på teaterstykket med den lykkelige afslutning for to af de involverede.

## Danske udgaver
- Carit Andersen (De sorte trestjernede kriminalromaner, bd. 24); 1956 med titlen En af os er morderen (Ti små negerdrenge).
- Borgen; Nyt Dansk Litteraturselskab (MagnaPrintSerien, 60); 1975 med titlen En af os er morderen.
- Forum Krimi; 1979 med titlen En af os er morderen.
- Forums Nøglebøger. 2. bearbejdede og forkortede udgave; 1987 med titlen: Ti små negerdrenge.
- Peter Asschenfeldts Nye Forlag; 1998 med titlen Der var ti, der var ni....[note 5]